# Певач
Певач или певачица је музичар који користи свој глас као примарни инструмент за извођење музике. Певање најчешће подразумева стварање мелодијских линија и извођење песама са текстом, мада појам вокалиста може обухватити и шире вокалне технике, укључујући немелодичне звукове, рецитовање, реповање или скрет певање. Певач је кључна фигура у многим музичким жанровима, од опере и класичне музике до народне, популарне, џез и рок музике.

## Дефиниција и улога
Улога певача је да својим гласом интерпретира музичко дело, преносећи како мелодију и текст, тако и емоционални и естетски садржај композиције. Певачи могу наступати као солисти, у дуетима, тријима, квартетима, хоровима или као водећи вокали у музичким саставима (бендовима). Поред техничке вештине владања гласом, од певача се очекује и уметничка интерпретација, сценски наступ и способност комуникације са публиком.

## Класификација певачких гласова
Певачки гласови се класификују на основу вокалног распона (амбитуса), боје гласа (тембра), покретљивости и других карактеристика. Основна подела је на мушке и женске гласове:
- Женски гласови (од највишег ка најнижем):
  - Сопран
  - Мецосопран
  - Алт (или контралт)
- Мушки гласови (од највишег ка најнижем):
  - Контратенор (или мушки алт/сопран, користи технику фалсета или специфичну гласовну поставку)
  - Тенор
  - Баритон
  - Бас

Унутар сваке од ових категорија постоје и уже специјализације (нпр. колоратурни сопран, лирски тенор, бас профундо).

## Певачке технике и стилови
Постоје бројне певачке технике и стилови, који зависе од жанра музике, културне традиције и индивидуалних карактеристика певача:
- Бел канто (bel canto – лепо певање): Техника развијена у италијанској опери XVIII и почетка XIX века, која наглашава лепоту тона, вокалну агилност и изражајност.
- Вибрато: Благо таласање тона које доприноси пуноћи и експресивности гласа.
- Фалсет: Техника певања у високом регистру, изнад уобичајеног опсега гласа.
- Скрет певање (scat singing): Импровизационо певање бесмислених слогова, карактеристично за џез.
- Јодловање: Специфична техника певања са брзим променама између грудног и главног регистра.
- Технике екстремних вокала у рок и метал музици: Као што су грол (growl), скрим (scream).
- Говор-певање (Sprechgesang): Техника на граници између говора и певања, коришћена у класичној музици XX века.
- Народне певачке технике: Разликују се од региона до региона и често укључују специфичне орнаменте, начине дисања и поставке гласа (нпр. ојкање, ганга, певање из вика на Балкану).

Основне компоненте певачке технике укључују правилно дисање (коришћење дијафрагме), поставку гласа, артикулацију, интонацију и резонанцу.

## Певање у различитим музичким жанровима

### Уметничка (класична) музика
- Опера: Певачи тумаче улоге и певају уз пратњу оркестра. Захтева велики вокални распон, снагу, издржљивост и глумачке способности.
- Соло песма (Lied, art song): Композиција за глас и клавир (или други инструмент/ансамбл), где певач интерпретира поетски текст.
- Ораторијум и кантата: Вокално-инструментална дела са солистима, хором и оркестром, често религиозне тематике.
- Хорско певање: Певање у хору, где више певача изводи исту или различите деонице.

### Народна музика
Народно певање је изузетно разнолико и одражава културне специфичности различитих народа и региона. Карактеришу га усмено преношење, специфичне лествице, ритмови, орнаментика и начини извођења. Српска традиционална музика обухвата широк спектар вокалних облика, од епских песама уз гусле, преко лирских песама, до групног певања (нпр. "на бас").

### Популарна музика
Популарно певање обухвата велики број жанрова и стилова:
- Поп: Нагласак на мелодичности, јасној структури песме и често на емотивној интерпретацији.
- Рок: Може укључивати широк распон вокалних стилова, од мелодичног певања до енергичнијег и рапавијег израза.
- Џез: Карактерише га импровизација, скрет певање, специфична фразирања и експресивност.
- Блуз и Соул: Изразито емотивно певање, често са употребом мелизама и специфичних вокалних боја.
- Р&Б (R&B).
- Хип хоп: Доминантно је реповање (ритмичко рецитовање текста), али често укључује и певане рефрене.

У популарној музици, употреба микрофона и студијских техника значајно утиче на начин певања и продукцију вокала.

### Духовна музика
- Црквено појање: Литургијско певање у различитим верским традицијама (нпр. грегоријанско, византијско, православно појање).
- Госпел: Жанр духовне музике афроамеричке традиције, карактеристичан по снажним вокалима, хорском певању и импровизацији.

## Образовање певача
Иако неки певачи развијају свој таленат самостално (аутодидакти), формално образовање и вокални тренинг су често кључни за развој технике, проширење распона и очување здравља гласа. Образовање певача се стиче у:
- Музичким школама (основним и средњим).
- Конзерваторијумима и музичким академијама (нпр. Факултет музичке уметности Универзитета уметности у Београду).
- Приватним часовима код вокалних педагога.

Обука укључује технику дисања, вокализацију, дикцију, интонацију, рад на репертоару, сценски наступ и теорију музике.

## Историјски осврт на улогу певача
Улога певача у друштву мењала се кроз историју. У древним културама, певачи су често били и свештеници, исцелитељи или приповедачи, а песма је имала магијску или ритуалну функцију. У античкој Грчкој, аеди и рапсоди су певали епске песме. Средњовековни трубадури и минестрели били су путујући певачи и забављачи. Са развојем опере у бароку, певачи (посебно кастрати, а касније примадоне и тенори) постају велике звезде. У XX и XXI веку, са развојем музичке индустрије и медија, певачи у популарној музици достижу глобалну славу и постају иконе поп културе.